# Jogos Europeus Júnior de Atletismo de 1968
Os Jogos Europeus Júnior de Atletismo de 1968 foram a 3ª edição da competição de atletismo organizada pela Associação Europeia de Atletismo para atletas com menos de vinte anos, classificados como Júnior. Essa foi a ultima competição com  essa nomenclatura, sendo substituído em 1970 pelo Campeonato Europeu Júnior de Atletismo. O evento foi realizado em Leipzig na Alemanha Oriental, entre 23 e 25 de agosto de 1968.  

## Resultados
Esses foram os resultados dos jogos. 
Masculino
| Evento                       | Ouro                                                                                           | Ouro    | Prata                                                                                       | Prata   | Bronze                                                                               | Bronze  |
| ---------------------------- | ---------------------------------------------------------------------------------------------- | ------- | ------------------------------------------------------------------------------------------- | ------- | ------------------------------------------------------------------------------------ | ------- |
| 100 m                        | Valeriy Borzov · União Soviética                                                               | 10.4    | Tamás Szabó · Roménia                                                                       | 10.5    | Aleksandr Kornelyuk · União Soviética                                                | 10.6    |
| 200 m                        | Valeriy Borzov · União Soviética                                                               | 21.0    | Mikhail Lebedev · União Soviética                                                           | 21.5    | Michel Mahy · Bélgica                                                                | 21.7    |
| 400 m                        | Michel Mahy · Bélgica                                                                          | 47.5    | Aleksandr Kucheryavy · União Soviética                                                      | 47.9    | Vladimir Nosenko · União Soviética                                                   | 48.2    |
| 800 m                        | Reinhard Dominik · Alemanha Oriental                                                           | 1:51.6  | Anatoliy Goncharov · União Soviética                                                        | 1:52.2  | Krzysztof Linkowski · Polónia                                                        | 1:52.4  |
| 1.500 m                      | Uwe Schneider · Alemanha Oriental                                                              | 3:53.3  | Bernd Exner · Alemanha Oriental                                                             | 3:54.0  | Milisav Andelov · Iugoslávia                                                         | 3:54.6  |
| 3.000 m                      | Ion Dima · Roménia                                                                             | 8:13.4  | Wilfried Scholz · Alemanha Oriental                                                         | 8:15.6  | Viktor Kuznetsov · União Soviética                                                   | 8:18.0  |
| 110 m com barreiras          | Yevgeniy Mazepa · União Soviética                                                              | 14.3    | Frank Siebeck · Alemanha Oriental                                                           | 14.5    | Anatoliy Moshiashvili · União Soviética                                              | 14.7    |
| 400 m com barreiras          | Yevgeniy Gavrilenko · União Soviética                                                          | 51.6    | Michael Schulze · Alemanha Oriental                                                         | 53.1    | Dmitriy Stukalov · União Soviética                                                   | 53.2    |
| 1.500 m com obstáculo        | Nikolay Bakhlanov · União Soviética                                                            | 4:05.0  | Petre Lupan · Roménia                                                                       | 4:05.0  | Petko Georgiev · Bulgária                                                            | 4:05.2  |
| 10 km marcha atlética        | Joachim Dumke · Alemanha Oriental                                                              | 44:48.0 | Frank Donner · Alemanha Oriental                                                            | 44:50.0 | Anatoliy Moshiashvili · União Soviética                                              | 45:31.6 |
| Revezamento 4 x 100 metros   | União Soviética · Aleksandr Kornelyuk · Mikhail Lebedev · Valeriy Borzov · Sergey Korovin      | 40.4    | Alemanha Oriental · Jürgen Rutz · Horst Hauptmann · Gerhard Lühnenschloss · Detlev Beckmann | 41.3    | Polónia · Witold Fortuniak · Mirosław Muzolf · Wiktor Godlewski · Bogdan Grzejszczak | 41.8    |
| Revezamento 4 x 400 metros   | União Soviética · Vladimir Volchok · Yevgeniy Skakun · Vladimir Nosenko · Aleksandr Kucheryavy | 3:12.3  | Alemanha Oriental · Jürgen Laser · Lothar Krohn · Andreas Scheibe · Detlef Lindner          | 3:12.6  | Polónia · Jan Pech · Krzysztof Linkowski · Wojciech Brociak · Krzysztof Miros        | 3:16.0  |
| Salto com vara               | Yuriy Isakov · União Soviética                                                                 | 4.70    | Vladimir Kishkun · União Soviética                                                          | 4.60    | Pawel Iwiński · Polónia                                                              | 4.40    |
| Salto em altura              | Aleksandr Shigin · União Soviética                                                             | 2.10    | Ioánnis Kousoulas · Grécia                                                                  | 2.10    | Rustam Akhmetov · União Soviética                                                    | 2.04    |
| Salto em distância           | Mikhail Bariban\| · União Soviética                                                            | 7.78    | Ulrich Lampe · Alemanha Oriental                                                            | 7.44    | Laimonis Magone · União Soviética                                                    | 7.44    |
| Salto triplo                 | Mikhail Bariban · União Soviética                                                              | 15.94   | Stanislav Kolesnikov · União Soviética                                                      | 15.46   | Andreas Baraktiaris · Grécia                                                         | 15.36   |
| Arremesso de peso (6 kg)     | Hartmut Briesenick · Alemanha Oriental                                                         | 18.71   | Peter Hlawatschke · Alemanha Oriental                                                       | 17.02   | Arûnas Vaitkevicius · União Soviética                                                | 16.90   |
| Arremesso de disco (1,75 kg) | Hans-Jürgen Jacobi · Alemanha Oriental                                                         | 54.22   | Viktor Zhurba · União Soviética                                                             | 51.64   | Hartmut Briesenick · Alemanha Oriental                                               | 49.20   |
| Arremesso de dardo (6 kg)    | Andrzej Szajda · Polónia                                                                       | 68.52   | Jonas Dobrila · União Soviética                                                             | 68.36   | Edmund Berdziński · Polónia                                                          | 68.02   |
| Lançamento de martelo        | Peter Przesdzing · Alemanha Oriental                                                           | 61.76   | Vladimir Tretyak · União Soviética                                                          | 61.32   | Igor Sovpel · União Soviética                                                        | 59.08   |
| Decatlo                      | Leonid Lytvynenko · União Soviética                                                            | 7434    | Stefan Junge · Alemanha Oriental                                                            | 7319    | Manfred Apt · Alemanha Oriental                                                      | 7012    |

Feminino
| Evento                       | Ouro                                                                                               | Ouro   | Prata                                                                                     | Prata  | Bronze                                                                      | Bronze |
| ---------------------------- | -------------------------------------------------------------------------------------------------- | ------ | ----------------------------------------------------------------------------------------- | ------ | --------------------------------------------------------------------------- | ------ |
| 100 m                        | Lyudmila Zharkova · União Soviética                                                                | 11.5   | Renate Meissner · Alemanha Oriental                                                       | 11.6   | Mariana Goth · Roménia                                                      | 11.6   |
| 200 m                        | Lyudmila Zharkova · União Soviética                                                                | 23.9   | Renate Meissner · Alemanha Oriental                                                       | 23.9   | Mariana Goth · Roménia                                                      | 24.0   |
| 400 m                        | Waltraud Birnbaum · Alemanha Oriental                                                              | 54.0   | Raisa Nikanorova · União Soviética                                                        | 54.4   | Mariana Filip · Roménia                                                     | 55.4   |
| 800 m                        | Barbara Wieck · Alemanha Oriental                                                                  | 2:06.3 | Waltraud Pöhland · Alemanha Oriental                                                      | 2:07.7 | Nijole Sabaite · União Soviética                                            | 2:10.1 |
| 80 m com barreiras           | Anneliese Jahns · Alemanha Oriental                                                                | 11.1   | Emina Pilav · Iugoslávia                                                                  | 11.2   | Ewa Balcerzyk · Polónia                                                     | 11.2   |
| Revezamento 4 x 100 metros   | União Soviética · Raisa Nikanorova · Nadezhda Besfamilnaya · Marina Nikiforova · Lyudmila Zharkova | 45.3   | Alemanha Oriental · Bärbel Schrickel · Renate Meissner · Marion Wagner · Gabriele Zindler | 45.8   | Polónia · Krystyna Mandecka · Urszula Soszka · Danuta Kopa · Elżbieta Nowak | 46.6   |
| Salto em altura              | Elke Kalliwoda · Alemanha Oriental                                                                 | 1.72   | Nina Brintseva · União Soviética                                                          | 1.72   | Katya Lazova · Bulgária                                                     | 1.72   |
| Salto em distância           | Tatyana Bychkova · União Soviética                                                                 | 6.18   | Natalya Kostugina · União Soviética                                                       | 6.15   | Kristina Ziegler · Alemanha Oriental                                        | 6.07   |
| Arremesso de peso (6 kg)     | Elvira Syromyatnikova · União Soviética                                                            | 15.02  | Leana Matthes · Alemanha Oriental                                                         | 13.60  | Dora Topuskova · Bulgária                                                   | 13.59  |
| Arremesso de disco (1,75 kg) | Svetlana Vedeneyeva · União Soviética                                                              | 45.94  | Svetla Bozhkova · Bulgária                                                                | 45.46  | Jutta Knobloch · Alemanha Oriental                                          | 45.08  |
| Lançamento de dardo          | Serafina Moritz · Roménia                                                                          | 51.10  | Cecylia Bajer · Polónia                                                                   | 50.78  | Marion Steiner · Alemanha Oriental                                          | 48.72  |
| Pentatlo                     | Burglinde Pollak · Alemanha Oriental                                                               | 4717   | Tatyana Bychkova · União Soviética                                                        | 4582   | Cornelia Popescu · Roménia                                                  | 4460   |

## Quadro de medalhas
| Ordem | País              | Medalha de ouro | Medalha de prata | Medalha de bronze | Total |
| ----- | ----------------- | --------------- | ---------------- | ----------------- | ----- |
| 1     | União Soviética   | 18              | 12               | 11                | 41    |
| 2     | Alemanha Oriental | 11              | 15               | 5                 | 31    |
| 3     | Roménia           | 2               | 2                | 4                 | 8     |
| 4     | Polónia           | 1               | 1                | 7                 | 9     |
| 5     | Bélgica           | 1               | 0                | 1                 | 2     |
| 6     | Bulgária          | 0               | 1                | 3                 | 4     |
| 7=    | Grécia            | 0               | 1                | 1                 | 2     |
| 7=    | Iugoslávia        | 0               | 1                | 1                 | 2     |
| Total | Total             | 33              | 33               | 33                | 99    |

## Participantes
- Albânia
- Áustria
- Bélgica
- Bulgária
- Alemanha Oriental
- Grécia
- Países Baixos
- Polónia
- Roménia
- União Soviética
- Turquia
- Iugoslávia